# Пепца Кардель
Пепца Кардель (словен. Pepca Kardelj), до шлюбу Мачек (словен. Pepca Maček; 20 лютого 1914, Задоброва — 15 квітня 1990, Любляна) — югославська словенська політична діячка, учасниця Народно-визвольної війни в Югославії.

## Життєпис
Пепца Мачек народилася 20 лютого 1914 року в Задоброві. Сестра югославського словенського політика Івана Мачека. До війни працювала на заводі «Saturnus». З 1935 року член компартії Словенії, з 1937 року — член ЦК Компартії Словенії. Два роки пробула у в'язниці в Бегунях.
З 1941 року перебувала на фронті Народно-визвольної війни Югославії. Відома серед партизанів під псевдонімом «Пепіна» (словен. Pepina), працювала в раді Визвольного фронту Словенії. У грудні 1941 року була заарештована італійцями разом з Антоном Томшичем, Відою Томшичевою і Михою Маринко. Звільнена тільки у вересні 1943 року після капітуляції Італії у Другій світовій війні. Підполковник запасу Югославської народної армії.
Одружилася з відомим функціонером Комуністичної партії Югославії Едвардом Карделем. В шлюбі народила сина Борута (1941—1971), поета. Разом із братом і чоловіком Пепца входила до так званої «словенської фракції» Союзу комуністів Югославії, яка здійснювала значний вплив на внутрішню і зовнішню політику країни.
Нагороджена орденами «За заслуги перед народом» І ступеня, Братерства і єдності I та II ступенів, «За хоробрість» і медаллю Партизанської пам'яті 1941 року.
Померла Пепца Кардель раптово 15 квітня 1990 року в Любляні від серцевого нападу. Довгий час була поширена версія, що Кардель покінчила життя самогубством.